# Hôtel Laçay
Ne doit pas être confondu avec Hôtel de Lassay.
L'hôtel Laçay est un bâtiment ancien de l'île de La Réunion, département d'outre-mer français dans le sud-ouest de l'océan Indien. Situé au 6, quai Gilbert à Saint-Paul, l'hôtel, sol inclus, est inscrit au titre des Monuments historiques depuis le 13 décembre 2010,.

## Historique
Le commerçant Paul Lacay (et non Laçay), originaire des Basses-Pyrénées, achète la maison de maître en 1846 pour en faire un hôtel. 